# نیو میلتن
longitudeنیو میلتنlatitudeنیو میلتن
نیو میلتن (به انگلیسی: New Milton) یک منطقهٔ مسکونی در انگلستان است که در جنوب شرقی انگلستان واقع شده‌است.

## خصوصیات
نیو میلتن ۲۵٬۷۱۷ نفر جمعیت دارد.